# Géologie des États-Unis
La géologie des États-Unis est l'ensemble des connaissances sur la composition, la structure et l'évolution des couches internes et externes de la Terre aux États-Unis, ainsi que sur les processus qui la façonnent dans la limite des 50 États américains. Leur étude est fondamentale pour la première puissance économique du monde, qui a besoin d'importantes ressources naturelles, notamment le pétrole, le charbon, les minerais et l'eau.

## Histoire géologique
Les roches les plus anciennes des États-Unis, datées à l'aide des zircons qu'elles contiennent et dont on peut montrer qu'ils ne sont pas exogènes, sont vieilles de 3,45 à 3,62 milliards d'années. On en trouve au Wyoming, au Minnesota et dans la péninsule supérieure du Michigan.

### À l'est

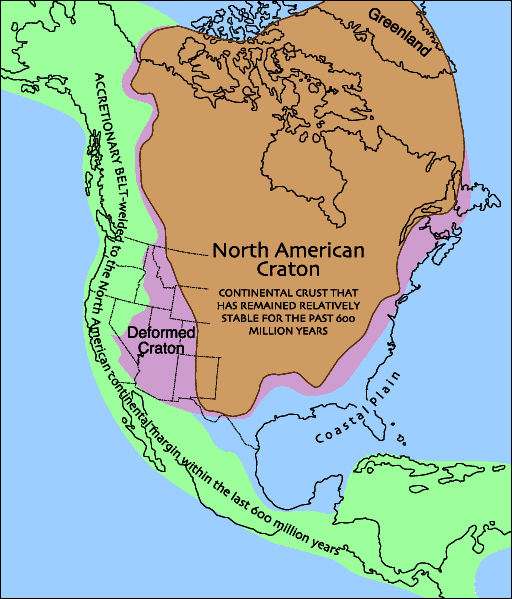

Au Précambrien (550 Ma), le territoire actuel des États-Unis fait partie d'un paléocontinent appelé Laurentia, situé juste au sud de l'équateur, et qui s'étend jusqu'au Groenland en passant par le Canada. Laurentia est alors entouré par des océans et n'a pas la même orientation qu'aujourd'hui.
Vers 510 Ma commence le rapprochement de Laurentia avec d'autres cratons, notamment Baltica : les deux ensembles sont séparés par l'océan Iapetus. Un arc volcanique, né d'une zone de subduction, entre en collision avec Laurentia vers 460-440 Ma provoquant l'orogenèse taconienne, la première phase de la formation des Appalaches. 
L'orogenèse acadienne marque une deuxième phase dans la formation des Appalaches vers -400 Ma / -360 Ma : la paléocontinent Baltica entre en collision avec la Laurentia ce qui donne naissance à la chaîne des Calédonides (Canada, Europe du Nord-Ouest). Plus au sud, l’arc insulaire et terrane d’Avalonia (Terre-Neuve, Nouvelle-Écosse et Nouvelle-Angleterre) entre en collision avec la Laurentia, comblant la partie ouest de l’océan Iapetus. Ce processus entraine l'élévation de sédiments d’origine océanique et du volcanisme.
L’orogenèse alléghanienne constitue la troisième phase de formation des Appalaches. Le Gondwana, plus précisément le nord-ouest de l'Afrique actuelle, heurte la Laurasia, dans le processus de formation de la Pangée au Permien-Pennsylvanien. Cela provoque l'élévation du cœur métamorphique des Appalaches, la formation de failles et du métamorphisme. L'érosion continue de produire d’importantes quantités de sédiments qui se déposent dans la mer peu profonde située à l'ouest des Appalaches.
Au cours du Trias et du Jurassique, la Pangée se sépare en deux ensembles principaux : la Laurasie, dont fait partie l'Amérique du Nord dérive vers le nord et se sépare du Gondwana. L'océan Atlantique s'ouvre au cours du Crétacé et sépare progressivement l'Europe de l'Amérique du Nord.

### À l'ouest
Entre 170 Ma et 40 Ma, trois orogénies majeures se succèdent dans l'actuel ouest américain : le dernier de ces épisodes est l'orogénie laramienne, responsable de la formation des Montagnes Rocheuses.
Au cours du mésozoïque, l’orogénie névadienne affecte l’ouest de l’Amérique du Nord et construit une chaîne de montagne d’une altitude de 4 500 mètres, ancêtre de l’actuelle Sierra Nevada. Le processus de subduction s’accompagne de phénomènes volcaniques et de remontées de magma : une première phase de plutonisme régional commence à la fin du Trias et se poursuit jusqu’au Jurassique, il y a environ 150 millions d’années. C’est dans ce contexte que les plutons se refroidissent très lentement pour constituer des batholites, à environ 10 km de profondeur. La deuxième phase de formation de roche plutonique s’étale de 120 millions à 80 millions d’années. À la fin du Crétacé, l’érosion et le soulèvement des terrains mettent au jour les masses de granite.
Il y a 10 à 20 millions d’années, la Sierra Nevada commence à se soulever par l’est où apparaissent de nombreuses failles actives. À la suite des phases de refroidissement du Quaternaire (glaciation du Wisconsin entre 85000 et 7000 av. J.-C.), des glaciers se forment en altitude et érodent les vallées en modifiant leur profil (en « U », vallées glaciaires).

## Régions

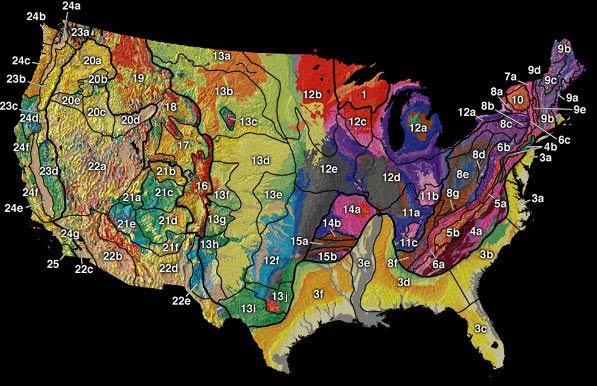
Régions géologiques des États-Unis

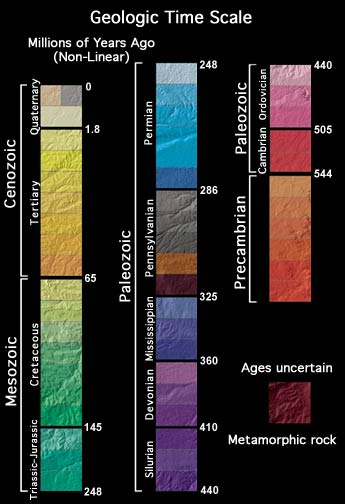
Légende

On peut distinguer plusieurs grandes régions géologiques aux États-Unis : 
- la cordillère occidentale (montagnes Rocheuses, sierra Nevada, chaînes côtières, chaîne des Cascades) ;
- le bouclier canadien ;
- la plate-forme stable du centre (Grandes Plaines, etc.) ;
- les plaines littorales du sud-est et de l'est (plaine Atlantique (en)) ;
- les Appalaches ;
- le point chaud d'Hawaï.